# Graciela Navarro
Graciela Navarro (Monte Quemado, 26 de diciembre de 1958) es una política argentina que entre 2011 y 2023 se desempeñó como diputada nacional por la Provincia de Santiago del Estero.

## Biografía
Graciela Navarro más conocida como "Chaco" es una política santiagueña. 
Fue miembro de la Unión Cívica Radical santiagueña siendo Secretaria del Comité Provincial de la UCR entre 1997 y 2001. Luego entre 2001 y 2005 fue miembro del comité provincial del mismo partido.
Su primer cargo electivo lo tuve en 2001 cuando fue elegida como concejal de la ciudad de Santiago del Estero. En el año 2003 reelegiría por un mandato más finalizando su mandato en diciembre de 2005.
Volvería a ser elegida para un cargo público en el año 2009 cuando sería electa diputada provincial. No finalizaría su mandato ya que el 10 de diciembre de 2011 renuncia para asumir como diputada nacional por el Frente Cívico por Santiago respondiente al gobernador Gerardo Zamora tras la muerte de Jorge Raúl Pérez quién falleció el 11 de noviembre de 2011 antes de poder asumir su banca como diputado nacional.
En el año 2015 sería la tercera candidata a diputada nacional por el Frente Cívico para la Victoria, nombre que adoptó a nivel nacional el Frente Cívico por Santiago. Ese año tras obtener 341.207 votos renovaría su banca como diputada por cuatro años más.
En una visita a Río Negro en el año 2018, Graciela sufriría un ACV en una misa en homenaje a Ceferino Namuncurá. Un año atrás Navarro había sido operada por una metástasis que se le había generado en el cerebro producto de un Cáncer de garganta. Graciela superaría el coma y se recuperaría de la enfermedad.
En el año 2019, nuevamente buscaría una reelección esta vez dentro del Frente Cívico por Santiago que presentó una lista aparte a la del Frente de Todos. "Chaco" Navarro conseguiría renovar su escaño luego de obtener 326.566 votos que permitían su reelección.
Durante el año 2020 fue una de las diputadas que contrajo COVID-19 y si bien tuvo fiebre y necesitó ser internada superó la enfermedad. En diciembre de ese año, durante el debate de la Ley de Interrupción Voluntaria del Embarazo, votó en contra de aprobar dicha norma.
En 2023 no buscó renovar su banca y luego de más de diez años dejó de ser diputada nacional el 9 de diciembre de 2023.